# Liselotte Andersson
Liselotte Andersson, född 31 augusti 1961, är en svensk bågskytt. Hon deltog vid olympiska sommarspelen 1984 och olympiska sommarspelen 1988.